# Arctosa deserta
Arctosa deserta là một loài nhện trong họ Lycosidae.
Loài này thuộc chi Arctosa. Arctosa deserta được Octavius Pickard-Cambridge miêu tả năm 1872.